# Cudonia
Cudonia is een geslacht van schimmels behorend tot de familie Cudoniaceae. De typesoort is Cudonia circinans.

## Soorten
Volgens Index Fungorum bevat het geslacht 12 soorten:
| Soortnaam            | Auteur(s)                    | Publicatiejaar |
| -------------------- | ---------------------------- | -------------- |
| Cudonia circinans    | (Pers.) Fr.                  | 1849           |
| Cudonia clandestina  | Rahm                         | 1966           |
| Cudonia confusa      | Bres.                        | 1892           |
| Cudonia convoluta    | Yasuda                       | 1916           |
| Cudonia grisea       | Mains                        | 1940           |
| Cudonia helvelloides | S. Ito & S. Imai             | 1934           |
| Cudonia japonica     | Yasuda                       | 1915           |
| Cudonia lutea        | (Peck) Sacc.                 | 1885           |
| Cudonia ochroleuca   | (Cooke & Harkn.) E.J. Durand | 1908           |
| Cudonia orientalis   | Yasuda                       | 1916           |
| Cudonia osterwaldii  | (Henn.) Sacc. & D. Sacc.     | 1906           |
| Cudonia sichuanensis | Zheng Wang                   | 2002           |